# Earophila crepusculata
Earophila crepusculata är en fjärilsart som beskrevs av Fletcher 1953. Earophila crepusculata ingår i släktet Earophila och familjen mätare. Inga underarter finns listade i Catalogue of Life.